# Дяченко Сергій Андрійович
Дяченко Сергій Андрійович — музейний фахівець, краєзнавець, архітектор, експерт низки проектів ЄС у сфері музейної справи та культури. 

## Життєпис
Народився у Херсоні. Закінчив архітектурний факультет Одеської академії будівництва та архітектури. 14 років працював у Херсонському обласному краєзнавчому музеї.
Професійно вивчає історію архітектури Херсонщини, досліджує маловідомі пам'ятки, є членом Українського національного комітету ICOMOS. 
2012 р. Брав участь у програмі «Тандем» (організації «MitOst» (Берлін) за сприяння Європейського Культурного Фонду (Амстердам) і здійснював проект «Арт-інтервенція у Херсоні» у партнерстві з «КЕК» (Центр сучасної архітектури Угорщини) та «Kitev» (Німеччина). 
2013 р. був експертом з музейної справи проекту «Новий подих культури: спадщина, наповнена життям мистецтва» у рамках програми Східного партнерства ЄС «Культура»